# شانزده‌گان
در جبر مجرد، شانزده‌گان‌ها (Sedenion) با اعمال ساختار کایلی-دیکسون به هشتگان‌ها جبر ۱۶-بعدی ای روی اعداد حقیقی، بدون خاصیت جا به جایی و بدون خاصیت شرکت پذیری شکل می‌دهند. شانزدهگان‌ها، بر خلاف هشتگان‌ها، جبر متناوب نیستند. مجموعهٔ شانزده‌گان‌ها با {\displaystyle \mathbb {S} }.

## حساب
تجسمی از گسترش‌های ۴ بعدی برای هشتگان‌ها، که ۳۵ تا سه‌تایی (triad) را به عنوان ابرصفحه‌هایی نشان می‌دهد ۳۵ سه‌تایی ملاقات می‌کند به عنوان ابرصفحه از طریق واقعی (e0) راس از شانزده‌گان‌ها مثال داده شده‌است.